# Simon Stefani
Simon Stefani (ur. 3 stycznia 1929 w Përmecie, zm. 2 sierpnia 2000 w Tiranie) – albański polityk komunistyczny pochodzenia greckiego, w latach 1989-1990 minister spraw wewnętrznych, w latach 1978-1982 przewodniczący parlamentu.

## Życiorys
Syn Muçiego i Varvary. Ukończył szkołę podstawową i praktykował w zakładzie mechanicznym jako spawacz. Po zakończeniu wojny rozpoczął naukę w szkole średniej, której nie ukończył i podjął pracę jako spawacz. W 1952 wstąpił do Albańskiej Partii Pracy. W latach 70. po czystkach w partii doczekał się szybkiego awansu. W 1972 objął stanowiska szefa partii w okręgu Përmet, a następnie kierował strukturami partii w Tiranie. W 1976 znalazł się w składzie Komitetu Centralnego partii, a w 1981 członkiem Biura Politycznego Albańskiej Partii Pracy. 
W 1978 uzyskał mandat deputowanego do parlamentu z okręgu Tirana, obejmując zarazem stanowisko przewodniczącego parlamentu, które pełnił do 1982. W latach 1989-1990 pełnił funkcję ministra spraw wewnętrznych. Był inicjatorem współpracy między albańskimi i rumuńskimi służbami specjalnymi. Oskarżany o wydanie Straży Granicznej rozkazu strzelania do osób, które nielegalnie przekraczały granicę albańską. W lipcu 1990 został usunięty ze stanowiska ministra jako przedstawiciel środowiska twardogłowych i zastąpił Manusha Myftiu na stanowisku przewodniczącego Państwowej Komisji Kontroli, pozostał także członkiem Biura Politycznego partii.
8 lipca 1992 został aresztowany. W 1994 stanął przed sądem oskarżony w procesie Ramiza Alii (tzw. procesie kawowym) o nadużycie władzy i naruszanie praw obywatelskich i został skazany na 8 lat więzienia. W 1996 ponownie stanął przed sądem oskarżony o zbrodnie ludobójstwa popełnione w okresie, kiedy pełnił funkcję ministra. Opuścił więzienie w czasie rewolucji piramidowej 1997 i skorzystał z dobrodziejstwa amnestii.